# Mostowlany (gromada)
Mostowlany – dawna gromada, czyli najmniejsza jednostka podziału terytorialnego Polskiej Rzeczypospolitej Ludowej w latach 1954–1972.
Gromady, z gromadzkimi radami narodowymi (GRN) jako organami władzy najniższego stopnia na wsi, funkcjonowały od reformy reorganizującej administrację wiejską przeprowadzonej jesienią 1954 do momentu ich zniesienia z dniem 1 stycznia 1973, tym samym wypierając organizację gminną w latach 1954–1972.
Gromadę Mostowlany z siedzibą GRN w Mostowlanach utworzono – jako jedną z 8759 gromad – w powiecie białostockim w woj. białostockim, na mocy uchwały nr 11/V WRN w Białymstoku z dnia 4 października 1954. W skład jednostki weszły obszary dotychczasowych gromad Mostowlany Wieś, Mostowlany Kolonia, Dublany, Swisłoczany i Zielona ze zniesionej gminy Gródek w tymże powiecie. Dla gromady ustalono 11 członków gromadzkiej rady narodowej.
31 grudnia 1959 gromadę Mostowlany zniesiono, włączając ją do gromad Zubki (wsie Mostowlany i Świsłoczany oraz kolonię Zielonka (Zielona)) i Jałówka (wieś Dublany oraz kolonię Mostowlany-Kolonia).